# Philip Reed

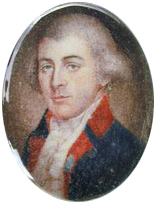
Philip Reed

Philip Reed, född 1760 i Kent County, Maryland, död 2 november 1829 i Huntingtown, Maryland, var en amerikansk politiker (demokrat-republikan). Han representerade delstaten Maryland i båda kamrarna av USA:s kongress, först i senaten 1806-1813 och sedan i representanthuset 1817-1819 samt 1822-1823.
Reed deltog som officer i amerikanska revolutionskriget. Han var sheriff i Kent County 1791-1794.
Senator Robert Wright avgick 1806 för att tillträda som guvernör. Reed tillträdde som senator. Han omvaldes sedan till den åtföljande sexåriga mandatperioden i senaten. Den mandatperioden löpte ut i mars 1813 utan att delstatens lagstiftande församling kunde enas om en efterträdare åt honom. Robert Henry Goldsborough tillträdde sedan som senator i maj 1813.
Reed efterträdde 1817 Wright i representanthuset. Han efterträddes 1819 av Stevenson Archer. Reed förlorade i kongressvalet 1820 mot Jeremiah Cosden men han bestämde sig för att överklaga resultatet. Överklagan gick igenom och Reed tillträdde 1822 på nytt som kongressledamot. Han efterträddes 1823 av George Edward Mitchell.
Reed var anglikan. Han gravsattes på Christ Church Cemetery i Kent County.